# الكريفة (حبيش)

تعديل مصدري - تعديل

الكريفة محلة تابعة لقرية الشعب، التابعة لعزلة جبل خضراء بمديرية حبيش إحدى مديريات محافظة إب في الجمهورية اليمنية، بلغ تعداد سكانها 28 حسب تعداد اليمن لعام 2004.